# Pherusa flabellata
Pherusa flabellata är en ringmaskart som först beskrevs av M. Sars in G.O. Sars 1872.  Pherusa flabellata ingår i släktet Pherusa och familjen Flabelligeridae. Arten har ej påträffats i Sverige. Inga underarter finns listade i Catalogue of Life.